# William Boyd Dawkins
William Boyd Dawkins (c. 1837-1929) fue un geólogo, arqueólogo y antropólogo británico.

## Biografía
Nació en Buttington, cerca de Welshpool, en Montgomeryshire (Gales), el 26 de diciembre de 1837 o 1838. Educado en Rossall School y en Oxford, se incorporó al Geological Survey en 1862 y en 1869 se convirtió en conservador del museo de Manchester, cargo que ocupó hasta 1890. Fue nombrado profesor de Geología y Paleontología en el Owens College de Manchester en 1874.
Prestó especial atención a la cuestión de la existencia de carbón en Kent y en 1882 fue seleccionado por el comité del túnel del Canal de la Mancha para realizar un estudio especial de las costas francesa e inglesa. También trabajó en el proyecto de un túnel bajo el Humber.
Sus principales reconocimientos los obtuvo en el campo de la antropología, por sus investigaciones sobre la vida de los habitantes de las cavernas en tiempos prehistóricos, temática sobre la que publicó títulos como Cave-hunting (1874), Early Man in Britain (1880) y British Pleistocene Mammalia (1866-1887). En 1867 fue nombrado miembro de la Royal Society, en 1882 presidente de la sección antropológica de la British Association y en 1888 de la sección geológica. Falleció el 15 de enero de 1929en su casa de Chershire.